# Brighton and Sussex Medical School
La Facultad de Medicina de Brighton y Sussex (BSMS por sus siglas en ingles) es una facultad de medicina formada como una asociación de la Universidad de Brighton y la Universidad de Sussex . Al igual que otras facultades de medicina del Reino Unido, se basa en los principios y estándares de los "Médicos del mañana", una iniciativa del General Colegio de Médicos (General Medical Council o GMC por sus siglas en ingles) que describe el papel de los médicos británicos. Desde su apertura en 2003, BSMS ha formado a más de 1.500 nuevos médicos que ahora trabajan en todo el Reino Unido.
La primera promoción de estudiantes comenzó sus programas de licenciatura en medicina de cinco años en septiembre de 2003. La escuela se abrió como parte de los intentos del gobierno británico de capacitar a más médicos, en los que también abrieron sus puertas la Facultad de Medicina de la Península, la Facultad de Medicina de la Universidad de East Anglia, la Facultad de Medicina de Hull York y la Facultad de Medicina de la Universidad de Keele .
La facultad es una de varias nuevas facultades de medicina formadas en el Reino Unido tras la victoria electoral del gobierno laborista en 1997. Los estudiantes son técnicamente miembros de pleno derecho de ambas universidades con acceso a ambos conjuntos de instalaciones. La escuela obtuvo su licencia en 2002, siendo su curso inicial una versión muy modificada del curso de la Universidad de Southampton . Admite aproximadamente 136 estudiantes por año y todos ellos residen durante el primer año en las residencias estudiantiles de los campus de la Universidad de Brighton en Falmer y la universidad de Sussex.
Desde entonces, se ha convertido en una de las facultades de medicina más populares del país. Según las estadísticas de la UCAS, en 2005 la BSMS fue la escuela de medicina más competitiva para obtener un lugar. En 2017, la Encuesta Nacional de Estudiantes clasificó a la escuela como la primera en el Reino Unido en cuanto a satisfacción de los estudiantes. 
La escuela utiliza cinco bibliotecas: la biblioteca de la Universidad de Sussex, la biblioteca de la Universidad de Brighton, la biblioteca del Centro Educativo de Sussex, la biblioteca del Princess Royal Hospital y la biblioteca del Brighton and Sussex University Hospital NHS trust.
La Universidad de Sussex está situada en el pueblo de Falmer, cerca de Brighton.

## Plan de estudios
El plan de estudios es una combinación de métodos de enseñanza tradicionales y modernos, basado en clases, prácticas y aprendizaje en grupos pequeños que se llevan a cabo principalmente en el campus de la Universidad de Sussex. BSMS no utiliza el aprendizaje basado en problemas .

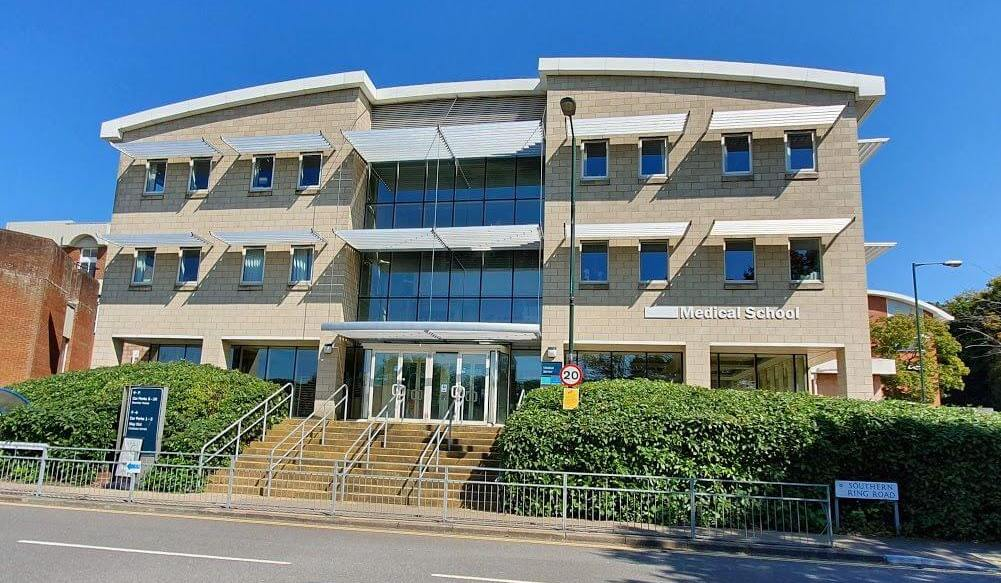
Edificio de la Facultad de Medicina de la BSMS en el campus de la Universidad de Sussex en Falmer

La Universidad de Brighton ofrece los aspectos profesionales del curso a través de sus facultades de salud, ciencias e ingeniería utilizando la experiencia de otros cursos de atención médica como enfermería y partería. Por el contrario, Sussex ofrece principalmente enseñanza de ciencias biológicas y anatomía, para lo cual es más adecuado debido a la proximidad de la parte de Sussex de la facultad de medicina al edificio 'John Maynard Smith' de la Facultad de Ciencias de la Vida de la Universidad de Sussex. También se encuentran cerca el edificio de investigación médica y el centro de control y estabilidad de daños del genoma (una instalación de investigación del MRC).
La facultad de medicina exige la disección de cadáveres humanos como parte obligatoria del curso. Esto significa que el curso tiene una base más anatómica que el de muchas otras facultades de medicina modernas del Reino Unido.  Además del énfasis en la anatomía, BSMS también brinda exposición clínica temprana, y los estudiantes de los años preclínicos realizan prácticas regularmente en los sectores de atención primaria y secundaria.

### Pregrado
BSMS ofrece una calificación de Licenciatura en Medicina y Licenciatura en Cirugía (BM BS Bachelor of Medicine Bachelor of Surgery) certificada por el GMC . Es un curso basado en sistemas de cinco años con un año de grado intercalado opcional. Habiendo tenido originalmente una admisión anual de aproximadamente 120 estudiantes, BSMS ahora admite aproximadamente 200 cada año en el título de BMBS, luego de la expansión requerida por el gobierno del Reino Unido de las plazas para estudiantes de medicina en 2017 

### Cursos de postgrado
BSMS ofrece una serie de cursos de posgrado a tiempo completo y parcial, así como títulos de investigación.

### El grado intercalado
Aunque BSMS no ofrece un programa acelerado para el ingreso de estudiantes con un posgrado existente, sujeto al desempeño, los estudiantes pueden estudiar las materias de su elección con mayor profundidad al tomar un grado intercalado de licenciatura o maestría, lo que resulta en un curso extendido de 6 años. Esto se toma entre el tercer y cuarto año del programa BM BS y proporciona la formación académica necesaria para una carrera que combina la práctica médica con la investigación o la docencia médica. BSMS ofrece una gama de grados intercalados (a nivel de maestría) abiertos a estudiantes de medicina propios y externos. También es posible que los estudiantes de BSMS se transfieran a otra universidad para realizar un grado intercalado y luego regresar para completar el curso de medicina en BSMS.

## Hospitales universitarios y prácticas clínicas.
Los estudiantes realizarán una variedad de pasantias clínicas, principalmente en el Royal Sussex County Hospital, pero también en otros hospitales universitarios y centros de atención primaria. La University Hospitals NHS Trust ofrece una gama completa de especialidades clínicas con importantes centros en cardiología/cirugía cardiovascular, cáncer, diálisis renal, neurocirugía y medicina contra el VIH. En 2017, había 12 hospitales afiliados a la escuela. 
Las pasantias clínicas se ofrecen en centros de atención primaria y hospitales universitarios en todo el sureste de Inglaterra, incluidos muchos en Kent, y en todos los hospitales de Sussex, como el Royal Sussex County Hospital . Los estudiantes de medicina tienen pasantias en atención primaria en los años 1, 2, 4 y 5. En los primeros años, la foco se centra en la práctica de habilidades comunicativas y en el aprendizaje en el entorno clínico. En años posteriores, la atención se centra en las habilidades clínicas, el manejo de síntomas indiferenciados, enfermedades menores y enfermedades crónicas. En el penúltimo año, los estudiantes realizan consultas dirigidas por ellos mismos, bajo la supervisión de un médico de cabecera. En estas sesiones, los estudiantes ven a los pacientes de forma independiente y comienzan a elaborar planes de manejo.
El Departamento de Atención Primaria y Salud Pública es muy activo en la investigación y hay oportunidades para que los estudiantes participen en proyectos de investigación clínica y de servicios de salud como parte de su formación médica. También hay una sociedad estudiantil de médicos de cabecera activa.

### The Royal Sussex County Hospital
El Royal Sussex County Hospital (Real Hospital del condado de Sussex) es parte del Brighton and Sussex University Hospitals Trust y brinda servicios hospitalarios generales y servicios especializados, incluidos servicios oncológicos (Sussex Cancer Center Fund, cirugía cardíaca , servicios de maternidad, servicios renales, cuidados intensivos para adultos y Cuidados Intensivos para recién nacidos. También alberga el nuevo edificio Audrey Emerton, un centro de educación médica y una biblioteca donde se encuentran los estudiantes de tercer y cuarto año. Fue inaugurado por la baronesa Audrey Emerton en 2005.

### The Brighton General Hospital
El Brighton General Hospital (el Hospital general de Brighton) es la sede de Sussex Community NHS Foundation Trust, pero también alberga algunos servicios proporcionados por Brighton y Sussex University Hospitals Trust.

### The Princess Royal Hospital
El Princess Royal Hospital en Haywards Heath, West Sussex, es parte del Brighton and Sussex University Hospitals Trust.[cita requerida]